# 週末旅の極意〜夫婦ってそんな簡単じゃないもの〜
『週末旅の極意〜夫婦ってそんな簡単じゃないもの〜』（しゅうまつたびのごくい ふうふってそんなかんたんじゃないもの）は、2023年7月6日（5日深夜）から8月24日（23日深夜）まで、テレビ東京系列の深夜ドラマ枠「水ドラ25」にて放送されたテレビドラマ。主演は観月ありさ。

## 概要
多種多様なライフスタイルドラマを生み出してきたテレビ東京が、「日常の旅」をテーマに送る新ジャンルの「旅ドラマ」。
矢吹夫婦が訪れる宿は、制作協力のORIX HOTELS & RESORTSの宿泊施設が実名で登場する。
2025年1月10日（9日深夜）から2月28日（27日深夜）まで、続編となる『週末旅の極意2〜家族って近くにいて遠いもの〜』（しゅうまつたびのごくい かぞくってちかくにいてとおいもの）が同局の深夜ドラマ枠「木ドラ24」にて放送された。主演は石田ひかり。
本稿では便宜上、第1作をS1、続編をS2の略称で表記する。

## キャスト（S1）

### 主要人物（S1）
矢吹真澄（やぶき ますみ）
演 - 観月ありさ
主人公。広告会社「Forester Agency」勤務のバリバリのキャリアウーマン。
結婚10年目を迎えるタイミングで夫の仁に、週末の2人旅を提案する。
矢吹仁（やぶき じん）
演 - 吉沢悠
真澄の夫。大手銀行「みそら銀行」の出世街道を進む仕事第一主義な人物。
社会を便利にし、人生を豊かにする日本のモノつくりや最先端産業を下支えできる仕事と考え、金融業界に身を投じている。

### 真澄の関係者
真澄の勤務する「Forester Agency」の同僚。
南千夏
演 - 雛形あきこ
真澄の同期。
都築浩介
演 - 丸山智己
真澄の同期。同じ課長職。
浜田佐和子
演 - 村岡希美
真澄の先輩社員。
佐々木彩奈
演 - 平塚日菜
真澄の部下。

### 仁の関係者
仁の勤務する大手銀行「みそら銀行」の同僚。
三好エリカ
演 - 森高愛
仁の部下。今村との子供を授かり、彼と結婚する。
今村俊哉
演 - 藤代太一
仁の部下。エリカと結婚する。

### ゲスト（S1）

#### 第1話（S1）
浅井乃扶子
演 - 矢野陽子
箱根・芦ノ湖「はなをり」を5年ぶりに訪れた女性客。温泉で真澄に子供は早く授かるほうがいいと語る。
夫とは死別し、子や孫もおらず病院から一人で宿泊しており、真澄に「後悔しない人生を」と告げる。

#### 第2話（S1）
安西美幸
演 - 岡谷瞳（第4話）
「みそら銀行」営業部の行員。仁の部下。寝ぼけている今村を注意する。
エリカ似の女性
演 - 千葉陽香
会津・東山温泉「御宿・東鳳」に宿泊した仁が、食堂でエリカと見間違う女性。

#### 第3話（S1）
吉岡慎一
演 - 板井剛貴
「Forester Agency」の社員。真澄がどうしても担当したかった関西万博の広告担当に任命され、真澄が嫉妬する。
保科高雄
演 - 日向丈
真澄たちの上司。関西万博の広告担当に吉岡を任命する。
親子
演 - 尾島実和、佐々木結椛
黒部・宇奈月温泉「やまのは」の食堂にある水槽で泳ぐ魚を見つめる幼女と、目を離した隙にいなくなった彼女を探す母親。
老夫婦
演 - 七味零、川中恵子
黒部・宇奈月温泉「やまのは」の食堂のバイキングで、足が不自由そうな二人のために真澄が名物のホタルイカを取り分けてあげる。

#### 第4話（S1）
「みそら銀行」営業部の行員
演 - 緒方ありさ
妊活中で体を冷やさないように、夏場だが暖かい飲み物を飲む。
入浴客
演 - 渋谷正次
別府温泉「杉乃井ホテル」の露天風呂から湯煙の景色を眺める親子の父親。
宿泊客
演 - 上田良子、美和、花岡穂果、エミリ
別府温泉「杉乃井ホテル」に宿泊する女性だけの親子3世代の宿泊客。

#### 第5話（S1）
高田航
演 - 駿河太郎
フランスでパティシエをしている真澄の大学時代の元カレ。京都で真澄と再会する。
熊谷秀樹
演 - 森岡豊（第6話）
「みそら銀行」での仁の上司。仁に出世コースであるシンガポールへの海外赴任を打診する。
しかし日本にいても世界を動かすことができると考え、真澄と週末旅をするため、仁から断りを入れられる。

## キャスト（S2）

### 主要人物（S2）
山岡優子
演 - 石田ひかり
パン屋でパートとして働く主婦。
山岡義正
演 - 甲本雅裕
製薬会社に勤務する優子の夫。
山岡めぐみ
演 - 大原優乃
山岡家の長女。損害保険会社に勤務する社会人3年目。
俳優志望の男性と結婚したいと家族に打ち明けられずにいる。
山岡誠
演 - 島村龍乃介
山岡家の長男。就活中の大学生。
楽曲制作に没頭し、就職ではなくフリーランスの劇伴作家になりたいと夢見る。

### ゲスト（S2）

#### 第1話（S2）
矢吹真澄（やぶき ますみ）
演 - 観月ありさ（特別出演）
広告会社のキャリアウーマン。現在も夫の仁と週末の2人旅を楽しんでいる。
矢吹仁（やぶき じん）
演 - 吉沢悠（特別出演）
真澄の夫。優子がパートするパン屋に真澄と来店する。
日高 由紀恵
演 - 徳永笑美里
優子のパート先の同僚。真澄と同じヨガ教室に通い顔見知り。
宿泊客
演 - 山下紗蘭、山下大貴、山下美咲、山下蒼生
山岡家が宿泊した会津・東山温泉「御宿・東鳳」の子連れの宿泊客。

#### 第2話（S2）
小宮山啓吾（こみやま けいご）〈30〉
演 - 長岩健人（第5話〈S2〉・第7話〈S2〉・第8話〈S2〉）
めぐみの交際相手。駆け出しの俳優。引越しや飲食店のアルバイトで家計を補う。
観光客
演 - 谷口実加、谷口十和子
夜分に宇奈月温泉駅前の足湯に浸かる母親と小学生の娘。
シェフ
演 - 鈴木一夫
黒部・宇奈月温泉「やまのは」で朝食中の山岡家におすすめのプリンを紹介する。

#### 第3話（S2）
舟木（ふなき）
演 - 黒須洋嗣
義正の同僚。義正との酒席で息子が医学部で、あと2年子供に金がかかるという。
柴田（しばた）
演 - 岩本淳
義正の同僚。義正との酒席で息子が大手ゼネコンに就職内定したと報告する。

#### 第4話（S2）
- 栗谷川克、佐々木正博、井上愛梨

#### 第6話（S2）
北見龍也
演 - 西将輝
音楽プロデューサー。制作した曲を売り込む誠に、センスがないとダメだしする。
馬淵瞳
演 - あだち理絵子
優子の高校時代の同級生。シングルマザー。大阪のお好み焼き屋で優子たちと偶然会う。
馬淵新
演 - 酒野直紀
瞳の息子。社会人1年目の「みそら銀行」の行員。初めてのボーナスで母親を大阪旅行に連れてきた。
新人社員
演 - 波部詞月
ホテル併設のレストラン「TERRACE & DINING ZERO」の新人社員。
マネージャー
演 - 尾関光昭
「TERRACE & DINING ZERO」のマネージャー。新人社員に教育する。

## スタッフ
- 脚本
  - S1 - いとう菜のは、ブラジリィー・アン・山田[1]
  - S2 - いとう菜のは[2]
- 音楽 - 田井千里[19]、鈴木俊介[19]、Teje[19]
- オープニング曲
  - S1 - 男澤直樹「Butterfly（Mellow Mix）」（ライジング・レコーズ）[20]
  - S2 - Absolute area「幸せとはそれくらいのさりげなさで」（rhythm zone）
- エンディング曲
  - S1 - Miyuu「magnet」（avex trax）[3]
  - S2 - 帰りの会「旅に出よう」（SKID ZERO）
- 演出 - 青木達也、松本拓、角屋拓海[1][2]
- 音楽プロデューサー - 田井モトヨシ[1]
- プロデューサー
  - S1 - 松本拓（テレビ東京）、井上穂乃香（テレビ東京）、渋谷英史（ハピネットファントム・スタジオ）、石井満梨奈（ハピネットファントム・スタジオ）[1]
  - S2 - 松本拓（テレビ東京）、井上穂乃香（テレビ東京）、渋谷英史（ソケット）[2]
- 制作
  - S1 - テレビ東京、ハピネットファントム・スタジオ[1]
  - S2 - テレビ東京、ソケット[2]
- 制作協力 - ORIX HOTELS & RESORTS （オリックス・ホテルマネジメント）[1][2]
- 製作著作
  - S1 - 「週末旅の極意」製作委員会[1]
  - S2 - 「週末旅の極意2」製作委員会[2]

## 放送日程
| 各話   | 放送日        | サブタイトル | サブタイトル | 宿泊先                         | 脚本                                  | 演出     |
| 各話   | 放送日        | 本編         | 配信         | 宿泊先                         | 脚本                                  | 演出     |
| ------ | ------------- | ------------ | ------------ | ------------------------------ | ------------------------------------- | -------- |
| 第1話  | 2023年7月06日 | 箱根「夫婦」 | 夫婦         | 箱根・芦ノ湖「はなをり」       | いとう菜のは                          | 青木達也 |
| 第2話  | 7月13日       | 会津「誘惑」 | 誘惑         | 会津・東山温泉「御宿・東鳳」   | いとう菜のは                          | 青木達也 |
| 第3話  | 7月20日       | 黒部「嫉妬」 | 嫉妬         | 黒部・宇奈月温泉「やまのは」   | ブラジリィー・アン・山田              | 青木達也 |
| 第4話  | 7月27日       | 別府「満足」 | 満足         | 別府温泉「杉乃井ホテル」       | いとう菜のは                          | 松本拓   |
| 第5話  | 8月03日       | 京都「運命」 | 運命         | 京都「クロスホテル京都」       | いとう菜のは ブラジリィー・アン・山田 | 角屋拓海 |
| 第6話  | 8月10日       | 福岡「選択」 | 選択         | 博多「クロスライフ博多天神」   | いとう菜のは ブラジリィー・アン・山田 | 角屋拓海 |
| 第7話  | 8月17日       | 函館「逡巡」 | 逡巡         | 函館・湯の川温泉「ホテル万惣」 | いとう菜のは                          | 青木達也 |
| 最終話 | 8月24日       | 箱根「幸福」 | 幸福         | 箱根・強羅 佳ら久              | いとう菜のは                          | 青木達也 |

| 各話   | 放送日        | サブタイトル       | サブタイトル | 宿泊先                         | 演出     |
| 各話   | 放送日        | 本編               | 配信         | 宿泊先                         | 演出     |
| ------ | ------------- | ------------------ | ------------ | ------------------------------ | -------- |
| 第1話  | 2025年1月10日 | 会津「家族の再開」 | 家族の再開   | 会津・東山温泉「御宿・東鳳」   | 青木達也 |
| 第2話  | 1月17日       | 黒部「親子の距離」 | 親子の距離   | 黒部・宇奈月温泉「やまのは」   | 青木達也 |
| 第3話  | 1月24日       | 熱海「自慢の息子」 | 自慢の息子   | 熱海・伊豆山温泉「佳ら久」     | 松本拓   |
| 第4話  | 1月31日       | 札幌「親子の変化」 | 親子の変化   | 札幌「クロスホテル札幌」       | 角屋拓海 |
| 第5話  | 2月07日       | 函館「意外な告白」 | 意外な告白   | 函館・湯の川温泉「ホテル万惣」 | 角屋拓海 |
| 第6話  | 2月14日       | 大阪「母親の愛情」 | 母親の愛情   | 大阪「クロスホテル大阪」       | 松本拓   |
| 第7話  | 2月21日       | 箱根「家族の変化」 | 家族の変化   | 箱根・芦ノ湖「はなをり」       | 青木達也 |
| 最終話 | 2月28日       | 別府「家族の旅路」 | 家族の旅路   | 別府温泉「杉乃井ホテル 星館」  | 青木達也 |

## 放送局
| 放送期間                | 放送時間                     | 放送局         | 対象地域       | 備考            |
| ----------------------- | ---------------------------- | -------------- | -------------- | --------------- |
| 2023年7月6日 - 8月24日  | 木曜 1:00 - 1:30（水曜深夜） | テレビ東京     | 関東広域圏     | 製作局          |
|                         |                              | テレビ北海道   | 北海道         |                 |
|                         |                              | テレビ愛知     | 愛知県         |                 |
|                         |                              | テレビせとうち | 岡山県・香川県 |                 |
|                         |                              | TVQ九州放送    | 福岡県         |                 |
| 2023年7月11日 - 8月29日 | 火曜 1:30 - 2:00（月曜深夜） | テレビ大阪     | 大阪府         |                 |
| 2023年7月25日 - 9月12日 | 火曜 1:35 - 2:05（月曜深夜） | テレビ和歌山   | 和歌山県       |                 |
| 2023年7月27日 - 9月14日 | 木曜 0:35 - 1:05（水曜深夜） | びわ湖放送     | 滋賀県         |                 |
| 2023年8月17日 -         | 木曜 0:55 - 1:25（水曜深夜） | 秋田テレビ     | 秋田県         | 『メディアβ』枠 |

| 放送期間                | 放送時間                     | 放送局         | 対象地域       | 備考   |
| ----------------------- | ---------------------------- | -------------- | -------------- | ------ |
| 2025年1月10日 - 2月28日 | 金曜 0:30 - 1:00（木曜深夜） | テレビ東京     | 関東広域圏     | 製作局 |
|                         |                              | テレビ大阪     | 大阪府         |        |
|                         |                              | テレビ愛知     | 愛知県         |        |
|                         |                              | テレビせとうち | 岡山県・香川県 |        |
|                         |                              | テレビ北海道   | 北海道         |        |
|                         |                              | TVQ九州放送    | 福岡県         |        |
| 2025年1月15日 -         | 水曜 0:00 - 0:30（火曜深夜） | BSテレ東       | 全国           |        |

## ネット配信
| 配信開始月 | 配信サイト         | 配信料金     | 備考                     |
| ---------- | ------------------ | ------------ | ------------------------ |
| 2023年7月  | TVer               | 広告付き無料 | 見逃し配信               |
| 2023年7月  | ネットもテレ東     | 広告付き無料 | 見逃し配信               |
| 2023年7月  | U-NEXT             | 定額制有料   | 各話放送直後より順次配信 |
| 2023年7月  | Amazon Prime Video | 定額制有料   | 各話放送直後より順次配信 |

| 配信開始月 | 配信サイト         | 配信料金     | 備考                     |
| ---------- | ------------------ | ------------ | ------------------------ |
| 2025年1月  | TVer               | 広告付き無料 | 見逃し配信               |
| 2025年1月  | ネットもテレ東     | 広告付き無料 | 見逃し配信               |
| 2025年1月  | Lemino             | 広告付き無料 | 見逃し配信               |
| 2025年1月  | U-NEXT             | 定額制有料   | 各話放送直後より順次配信 |
| 2025年1月  | Amazon Prime Video | 定額制有料   | 各話放送直後より順次配信 |